# Benno Gut
Benno Walter Gut (ur. 1 kwietnia 1897 w Reiden diecezja Lucerna, zm. 8 grudnia 1970 w Rzymie) – szwajcarski duchowny katolicki, członek zakonu św. Benedykta, kardynał, prefekt Kongregacji ds. Kultu Bożego.

## Życiorys
6 stycznia 1918 roku wstąpił do zakonu św. Benedykta (benedyktynów)w opactwie Einsiedeln w Szwajcarii. Święcenia kapłańskie otrzymał 10 lipca 1921 w Rzymie i tam kontynuował naukę. W latach 1923–1930 prowadził działalność duszpasterską w opactwie Einsiedeln. Był wykładowcą na Międzynarodowym Kolegium św. Anzelma w Rzymie w latach 1930–1939. 15 kwietnia 1947 roku wybrany opatem opactwa w Einsiedeln, 26 kwietnia 1947 roku Pius XII zatwierdził jego wybór i swój urząd objął 5 maja 1947 roku. 24 września 1959 roku wybrany opatem prymasem Benedyktyńskiej Konfederacji. Uczestnik soboru watykańskiego II. 10 czerwca 1967 roku mianowany arcybiskupem tytularnym Tuccabora. Konsekrowany 18 czerwca 1967 roku w opactwie Einsiedeln, konsekracji dokonał kard. Eugène Tisserant dziekan kolegium kardynalskiego. Na konsystorzu 26 czerwca 1967 roku Paweł VI wyniósł go do godności kardynalskiej z tytułem diakona San Giorgio in Velabro. 29 czerwca 1967 roku mianował go prefektem Kongregacji ds. Rytów. 7 maja 1969 roku mianował go prefektem Kongregacji ds. Kultu Bożego. Zmarł w Rzymie. Pochowano go w opactwie Einsiedeln.